# Ponta de Pedras
Ponta de Pedras è un comune del Brasile nello Stato del Pará, parte della mesoregione di Marajó e della microregione di Arari.